# Juan Agustín Ceán Bermúdez (rysunek Goi)
Juan Agustín Ceán Bermúdez (hiszp. Juan Agustín Ceán Bermúdez) – rysunek sangwiną hiszpańskiego malarza Francisca Goi (1746–1828). Portret przedstawia Juana Agustína Ceána Bermúdeza (1749–1829), hiszpańskiego malarza, historyka i krytyka sztuki, a także długoletniego przyjaciela Goi. Obecnie znajduje się w Colección Colomer w Madrycie. 

## Okoliczności powstania
Ceán Bermúdez należał do oświeceniowej arystokracji nazywanej ilustrados, był także malarzem i historykiem sztuki. Kolekcjonował ryciny i sztychy na podstawie znanych dzieł z różnych krajów i epok. Pełnił funkcję sekretarza Gaspara Melchora de Jovellanosa, później pracował dla finansisty François Cabarrusa. Przyjaźnił  i drugi ok. się także z poetą Moratínem. Wszystkie te postaci należały do kręgu przyjaciół i protektorów Goi, i zostały przez niego kilkakrotnie sportretowane. Goya namalował dwa olejne portrety Ceána Bermúdeza, pierwszy ok. 1785 i drugi ok. 1786. 
Znajomość artysty z Ceánem Bermúdezem zaowocowała ważnym zamówieniem na portrety dygnitarzy powstałego w 1782 Banku Narodowego San Carlos, instytucji finansowej poprzedzającej obecny Bank Hiszpanii. W późniejszych latach Ceán Bermúdez brał czynny udział w publikacji rycin Goi, m.in. zbiorów Tauromachia i Okropności wojny.
W latach 90. XVIII w. Ceán Bermúdez pracował nad słownikiem artystów hiszpańskich (Diccionario histórico de los más ilustres profesores de las Bellas Artes en España), który wydał w 1800. Poprosił Goyę, aby przygotował portrety znanych malarzy i rzeźbiarzy do zilustrowania zbioru. Goya sporządził kopie portretów na podstawie kolekcji rycin i sztychów Ceána Bermúdeza, w większości posługując się sangwiną. Przygotował także portret autora, który miał posłużyć jako frontyspis słownika. Ostatecznie zbiór wydano bez ilustracji.

## Opis rysunku
Goya posługuje się sangwiną z wielką precyzją, zaznacza gęste brwi modela, okrągłą twarz i podwójny podbródek. Wydobywa i podkreśla poważne i inteligentne spojrzenie swojego przyjaciela.